# Vite da copertina - Tutta la verità su...
Vite da copertina (in precedenza chiamato Vite Da Copertina - Tutta la verità su...) è stato un programma televisivo italiano di genere talk show e documentario, andato in onda su TV8 dal 14 novembre 2016 al 18 febbraio 2022.

## Il programma
Il programma aveva come fulcro il raccontare la vita di persone famose, dedicando ogni puntata ad un personaggio specifico. Era una delle poche esclusive assolute di Sky in chiaro per TV8 ed è prodotto dalla casa di produzione 3Zero2.
Dal 1º ottobre 2018 il programma ha avuto anche una conduttrice, Alda D'Eusanio. In studio come opinionisti insieme alla conduttrice, ci sono l’attore Andrea Carpinteri e il giornalista di Sky TG24 Alessio Viola.
Da ottobre 2019, la conduzione è affidata a Elenoire Casalegno affiancata dal costumista Giovanni Ciacci, mentre dal 31 agosto 2020 al 12 maggio 2021 il timone passa a Rosanna Cancellieri, e dal 1º settembre dello stesso anno al 18 febbraio 2022 a Elisabetta Canalis.
Le puntate del venerdì, come da consuetudine, sono dedicate alle classifiche vip.
Il 19 novembre 2021 il programma si ferma per dare spazio a X Factor Daily e poi ai film natalizi del ciclo Appuntamento Con L'Amore Christmas. L'edizione riprenderà poi il 17 gennaio 2022 alle 11:45, per poi passare, dal 27 gennaio, alle 8:00 e concludersi il 18 febbraio successivo.

## Edizioni
| Edizione            | Conduzione          | Conduzione          | Messa in onda     | Messa in onda    | Orario             | Rete |
| Edizione            | Conduzione          | Conduzione          | Inizio            | Fine             | Orario             | Rete |
| ------------------- | ------------------- | ------------------- | ----------------- | ---------------- | ------------------ | ---- |
| 1ª                  | Nessuno             | Nessuno             | 14 novembre 2016  | -                | Pomeriggio (15:45) | TV8  |
| 2ª                  | Nessuno             | Nessuno             | -                 | -                | Pomeriggio (15:45) | TV8  |
| 3ª                  | Alda D'Eusanio      | Alda D'Eusanio      | 1º ottobre 2018   | -                | Pomeriggio (17:30) | TV8  |
| 4ª                  | Giovanni Ciacci     | Elenoire Casalegno  | 1º ottobre 2019   | 1 novembre 2019  | Pomeriggio (18:30) | TV8  |
| 4ª                  | Giovanni Ciacci     | Elenoire Casalegno  | 1º ottobre 2019   | 1 novembre 2019  | Pomeriggio (17:30) | TV8  |
| 5ª                  | Rosanna Cancellieri | Rosanna Cancellieri | 31 agosto 2020    | 12 maggio 2021   |                    | TV8  |
|                     | Elisabetta Canalis  | Elisabetta Canalis  | 1º settembre 2021 | 18 febbraio 2022 |                    | TV8  |
| 6ª                  | Elisabetta Canalis  | Elisabetta Canalis  | 1º settembre 2021 | 18 febbraio 2022 |                    | TV8  |
| Mezzogiorno (11:45) | Elisabetta Canalis  | Elisabetta Canalis  | 1º settembre 2021 | 18 febbraio 2022 |                    | TV8  |
| Mattina (8:00)      | Elisabetta Canalis  | Elisabetta Canalis  | 1º settembre 2021 | 18 febbraio 2022 |                    | TV8  |

### Edizione 3 (2018-2019)
Dal 2018, nella terza edizione del programma pomeridiano di TV8, ad affiancare Alda D'Eusanio, al termine di quasi ogni puntata sono presenti il giornalista di Sky TG24 Alessio Viola o l'attore Andrea Carpinteri.
In una puntata dedicata a sé stessa, l'ospite è Mara Maionchi, il 22 marzo 2019

### Edizione 4 (2019-2020)
Nella quarta edizione della trasmissione, dal 2019, la conduzione è affidata a Elenoire Casalegno ed a Giovanni Ciacci. Quest'ultimo, sul termine di ogni puntata, conduce lo spazio "Le pagelle di Ciacci", in cui commenta con dei voti i vestiti indossati dai personaggi di spettacolo. Nella prima puntata, per fare gli auguri ai due conduttori, c'è il cantante Al Bano, che manda un videomessaggio. In poche occasioni, in studio, con i due conduttori ci sono alcuni giornalisti. Il programma dal 30 settembre va in onda dal lunedì al venerdì alle 18:30, subito dopo "Ho Qualcosa Da Dirti" condotto da Enrica Bonaccorti. Dal 4 novembre, la trasmissione torna alle 17:30. 
Il programma, a causa epidemia di COVID-19, viene sospeso per un mese dal marzo del 2020, per poi riprendere dall'aprile dello stesso anno. Durante il periodo di sospensione, sono in onda le repliche di alcune precedenti puntate. Il programma termina a fine giugno 2020 con una puntata speciale dedicata ad Adriana Volpe (la quale interviene, tramite alcuni videomessaggi, durante il programma), che lancia la trasmissione "Ogni Mattina", in onda da pochi giorni dopo nel mattino di TV8. 

### Edizione 5 (2020-2021)
Dal 31 agosto 2020 la conduzione è affidata a Rosanna Cancellieri. Ogni mercoledì sono presenti in studio illustri ospiti (come Barbara Bouchet, Giorgio Mastrota, Rosanna Banfi, Francesco Oppini, Alberto Salerno, Giorgia Trasselli, Alessia Merz, Drusilla Foer), mentre sono frequenti le "irruzioni" di giornalisti o di altri personaggi dello spettacolo in videomessaggi.
Dall'11 gennaio 2021, al posto del consueto appuntamento pomeridiano con Vite da copertina, ogni lunedì è in onda lo spin-off Crimini da copertina, che analizza casi giudiziari attualmente irrisolti grazie all'intervento di ospiti ed esperti.

### Edizione 6 (2021-2022)
Dal 1º settembre 2021 arriva alla conduzione del programma Elisabetta Canalis che promette di integrare alla scaletta alcune notizie direttamente dall'America.
Opinionisti e giornalisti sono ospiti di tutte le puntate per commentare con la Canalis gli argomenti del giorno.
Il programma è in onda fino al 19 novembre alle 17:30. Dopo una sosta, la trasmissione riprende il 17 gennaio 2022, che per la prima volta nella storia del programma, cambia collocazione. Infatti il programma va in onda nella fascia del mezzogiorno, dal lunedì al venerdì dalle 11:45. Una settimana dopo, cambia nuovamente collocazione, andando in onda nella fascia mattutina dalle 8:00. 
Dal 20 febbraio, il programma viene cancellato dal palinsesto, probabilmente a causa di ascolti bassi sotto lo 0.5% di share. 
Fonti vicine a TV8 farebbero sapere che il numero di puntate programmate sono state trasmesse, ma i listini Sky Media e la pagina di Vite da copertina di Sky Video smentiscono questa notizia, infatti, sarebbero già registrate a fine dicembre altre 5 puntate non trasmesse.
Quella che doveva essere la prima chiusura anticipata di Vite da copertina, si è poi dimostrata definitiva.

### Spin-off

#### Spin-off "Vite da copertina - Che fine hanno fatto?"
Gli episodi sono andati in onda sempre su TV8 dal 26 giugno 2017. Il programma racconta la vita delle star che si sono allontanate dal mondo dello spettacolo scoprendo cosa fanno oggi per vivere. Il cast fisso di Vite da copertina - Che fine hanno fatto? è composto dallo scrittore Luca Bianchini, dall'attore Andrea Carpinteri dalla giornalista e scrittrice Candida Morvillo e dal fashion blogger Andrea Vigneri.
| Conduzione | Messa in onda  | Messa in onda | Orario             | Rete |
| Conduzione | Inizio         | Fine          | Orario             | Rete |
| ---------- | -------------- | ------------- | ------------------ | ---- |
| Nessuno    | 26 giugno 2017 | –             | Pomeriggio (15:45) | TV8  |

#### Spin-off "Crimini da copertina"
Dall'11 gennaio 2021, il lunedì, sono in onda alcune puntate denominate Crimini da copertina, condotte da Rosanna Cancellieri. Le puntate fanno luce su alcuni crimini irrisolti. Frequente l'intervento di ospiti, giornalisti ed esperti.
| Conduzione          | Messa in onda   | Messa in onda | Orario             | Rete |
| Conduzione          | Inizio          | Fine          | Orario             | Rete |
| ------------------- | --------------- | ------------- | ------------------ | ---- |
| Rosanna Cancellieri | 11 gennaio 2021 | 15 marzo 2021 | Pomeriggio (17:30) | TV8  |

## Puntate

### Edizione 4 (condotta da Giovanni Ciacci ed Elenoire Casalegno
| Orario                                | N° puntata        | Data       | Argomento puntata                          |
| ------------------------------------- | ----------------- | ---------- | ------------------------------------------ |
| Pomeriggio (18.30)                    | 21                | 28/10/2019 | Dipendenze vip                             |
| Pomeriggio (18.30)                    | 22                | 29/10/2019 | Eva VS Eva                                 |
| Pomeriggio (18.30)                    | 23                | 30/10/2019 | Proposte di matrimonio Vip                 |
| Pomeriggio (18.30)                    | 24                | 31/10/2019 | VDC in libreria                            |
| Pomeriggio (18.30)                    | 25                | 01/11/2019 | Baby star finite male                      |
| Pomeriggio (17.30)                    | 28                | 06/11/2019 | Liti in TV                                 |
| Pomeriggio (17.30)                    | 31                | 11/11/2019 | Chirurgia estetica                         |
| Pomeriggio (17.30)                    | 32                | 12/11/2019 | Principesse moderne                        |
| Pomeriggio (17.30)                    | 33                | 13/11/2019 | Maria De Filippi                           |
| Pomeriggio (17.30)                    | 34                | 14/11/2019 | Donne che cambiano per amore               |
| Pomeriggio (17.30)                    | 35                | 15/11/2019 | 10 coppie iconiche                         |
| Pomeriggio (17.30)                    | 36                | 18/11/2019 | Meghan Markle                              |
| Pomeriggio (17.30)                    | 37                | 19/11/2019 | Dive animalier della musica italiana       |
| Pomeriggio (17.30)                    | 38                | 20/11/2019 | Matrimoni social                           |
| Pomeriggio (17.30)                    | 39                | 21/11/2019 | Grandi famiglie                            |
| Pomeriggio (17.30)                    | 40                | 22/11/2019 | 10 matrimoni Hollywood in Italia           |
| Pomeriggio (17.30)                    | 41                | 25/11/2019 | Mara Venier                                |
| Pomeriggio (17.30)                    | 42                | 26/11/2019 | Poliamore                                  |
| Pomeriggio (17.30)                    | 43                | 27/11/2019 | Emma Marrone                               |
| Pomeriggio (17.30)                    | 44                | 28/11/2019 | Ylenia Carrisi                             |
| Pomeriggio (17.30)                    | 45                | 29/11/2019 | Matrimoni da favola                        |
| Pomeriggio (17.30)                    | 46                | 02/12/2019 | Alessia Marcuzzi                           |
| Pomeriggio (17.30)                    | 47                | 03/12/2019 | Gerry Scotti                               |
| Pomeriggio (17.30)                    | 48                | 04/12/2019 | Paola Barale                               |
| Pomeriggio (17.30)                    | 49                | 05/12/2019 | Simona Ventura                             |
| Pomeriggio (17.30)                    | 50                | 06/12/2019 | 10 mamme Vip over 50                       |
| Pomeriggio (17.30)                    | 51                | 09/12/2019 | Alba Parietti                              |
| Pomeriggio (17.30)                    | 52                | 10/12/2019 | Ilary Blasi                                |
| Pomeriggio (17.30)                    | 53                | 11/12/2019 | Lory Del Santo                             |
| Pomeriggio (17.30)                    | 54                | 12/12/2019 | Paolo Bonolis                              |
| Pomeriggio (17.30)                    | 55                | 13/12/2019 | Nonne young                                |
| Pomeriggio (17.30)                    | 56                | 16/12/2019 | Ornella Vanoni                             |
| Pomeriggio (17.30)                    | 57                | 17/12/2019 | Carlo Conti                                |
| Pomeriggio (17.30)                    | 58                | 18/12/2019 | Pamela Prati                               |
| Pomeriggio (17.30)                    | 59                | 19/12/2019 | Moana Pozzi                                |
| Pomeriggio (17.30)                    | 60                | 20/12/2019 | 10 miracoli vip                            |
| Pomeriggio (17.30)                    | Puntate Natalizie | 23/12/2019 | Loredana Bertè                             |
| Pomeriggio (17.30)                    | Puntate Natalizie | 24/12/2019 | Speciale natalizio                         |
| Pomeriggio (17.30)                    | Puntate Natalizie | 31/12/2019 | The best of 2019                           |
| Pomeriggio (17.30)                    | 61                | 06/01/2020 | Oldies but Goldies                         |
| Pomeriggio (17.30)                    | 62                | 07/01/2020 | Mia Martini                                |
| Pomeriggio (17.30)                    | 63                | 08/01/2020 | Vip e qualche bicchiere di troppo          |
| Pomeriggio (17.30)                    | 64                | 09/01/2020 | Le vallette straniere                      |
| Pomeriggio (17.30)                    | 65                | 10/01/2020 | Vip dalle stelle alle stalle               |
| Pomeriggio (17.30)                    | 66                | 13/01/2020 | Fratelli coltelli                          |
| Pomeriggio (17.30)                    | 67                | 14/01/2020 | Francesco Totti                            |
| Pomeriggio (17.30)                    | 68                | 15/01/2020 | Speciale IGT                               |
| Pomeriggio (17.30)                    | 69                | 16/01/2020 | Castità Vip                                |
| Pomeriggio (17.30)                    | 70                | 17/01/2020 | Il bagaglino                               |
| Pomeriggio (17.30)                    | 71                | 20/01/2020 | Milly Carlucci                             |
| Pomeriggio (17.30)                    | 72                | 21/01/2020 | Dive alle sbarre                           |
| Pomeriggio (17.30)                    | 73                | 22/01/2020 | Grace Kelly                                |
| Pomeriggio (17.30)                    | 74                | 23/01/2020 | Quando la soap era diva                    |
| Pomeriggio (17.30)                    | 75                | 24/01/2020 | Famiglie vip in causa                      |
| Pomeriggio (17.30)                    | 76                | 27/01/2020 | Cicciolina                                 |
| Pomeriggio (17.30)                    | 77                | 28/01/2020 | Nobildonne da copertina                    |
| Pomeriggio (17.30)                    | 78                | 29/01/2020 | Miguel Bosè                                |
| Pomeriggio (17.30)                    | 79                | 30/01/2020 | Scandali da copertina anni '60/'70         |
| Pomeriggio (17.30)                    | 80                | 31/01/2020 | 10 momenti cult a Sanremo                  |
| Pomeriggio (17.30)                    | 81                | 03/02/2020 | Amadeus                                    |
| Pomeriggio (17.30)                    | 82                | 04/02/2020 | Rosario Fiorello                           |
| Pomeriggio (17.30)                    | 83                | 05/02/2020 | Festival di coppia                         |
| Pomeriggio (17.30)                    | 84                | 06/02/2020 | Dalle stelle alle stalle                   |
| Pomeriggio (17.30)                    | 85                | 07/02/2020 | Sconfitti all'ariston Vincitori all'estero |
| Pomeriggio (17.30)                    | 86                | 10/02/2020 | Iva Zanicchi                               |
| Pomeriggio (17.30)                    | 87                | 11/02/2020 | Dive sbarcate all'estero                   |
| Pomeriggio (17.30)                    | 88                | 12/02/2020 | Alberto Tomba                              |
| Pomeriggio (17.30)                    | 89                | 13/02/2020 | Tiziano Ferro                              |
| Pomeriggio (17.30)                    | 90                | 14/02/2020 | 10 star con più matrimoni                  |
| Pomeriggio (17.30)                    | 91                | 17/02/2020 | Sandra Milo                                |
| Pomeriggio (17.30)                    | 92                | 18/02/2020 | Amanda Lear                                |
| Pomeriggio (17.30)                    | 93                | 19/02/2020 | Terence Hill                               |
| Pomeriggio (17.30)                    | 94                | 20/02/2020 | Le arrampicatrici social                   |
| Pomeriggio (17.30)                    | 95                | 21/02/2020 | 10 capricci da star                        |
| Pomeriggio (17.30)                    | 96                | 24/02/2020 | Edwige Fenech                              |
| Pomeriggio (17.30)                    | 97                | 25/02/2020 | Ornella Muti e Nike Rivelli                |
| Pomeriggio (17.30)                    | 98                | 26/02/2020 | Vip a luci rosse                           |
| Pomeriggio (17.30)                    | 99                | 27/02/2020 | Cristiano Rinaldo                          |
| Pomeriggio (17.30)                    | 100               | 28/02/2020 | 10 star peggio rifatte                     |
| Pomeriggio (17.30)                    | 101               | 02/03/2020 | Marina Ripa Di Meana                       |
| Pomeriggio (17.30)                    | 102               | 03/03/2020 | Raffaella Carrà                            |
| Pomeriggio (17.30)                    | 103               | 04/03/2020 | Morgan                                     |
| Pomeriggio (17.30)                    | 104               | 05/03/2020 | Michelle Hunziker                          |
| Pomeriggio (17.30)                    | 105               | 06/03/2020 | 10 Vip colti in fragranre                  |
| Pomeriggio (17.30)                    | 106               | 09/03/2020 | Marta Marzotto                             |
| Pomeriggio (17.30)                    | 107               | 10/03/2020 | Lapo Elkan                                 |
| Pomeriggio (17.30)                    | 108               | 11/03/2020 | Adriano Celentano e Claudia Mori           |
| Pomeriggio (17.30)                    | 109               | 12/03/2020 | Donatella Versace                          |
| Pomeriggio (17.30)                    | 110               | 13/03/2020 | 10 divorzi costosi                         |
| Pomeriggio (17.30)                    | 111               | 16/03/2020 | Gigi D'Alessio ed Anna Tatangelo           |
| Pomeriggio (17.30)                    | 112               | 17/03/2020 | Luca Argentero                             |
| Pomeriggio (17.30)                    | 113               | 18/03/2020 | Belen Rodriguez                            |
| Pomeriggio (17.30)                    | 114               | 19/03/2020 | La nuova Monica                            |
| Pomeriggio (17.30)                    | 115               | 20/03/2020 | Paranormal Vip                             |
| SOSTA DOVUTA ALL'EPIDEMIA DI COVID-19 |                   |            |                                            |
| Pomeriggio (17.30)                    | 116               | 20/04/2020 | Dalle stelle alle stalle                   |
| Pomeriggio (17.30)                    | 117               | 21/04/2020 | Bobo Vieri                                 |
| Pomeriggio (17.30)                    | 118               | 22/04/2020 | Patrick Dempsey                            |
| Pomeriggio (17.30)                    | 119               | 23/04/2020 | Valeria Marini                             |
| Pomeriggio (17.30)                    | 120               | 24/04/2020 | 10 star con baby fidanzate                 |
| Pomeriggio (17.30)                    | 121               | 27/04/2020 | 10 coppie vip scoppiare                    |
| Pomeriggio (17.30)                    | 122               | 28/04/2020 | I Ricchi e poveri                          |
| Pomeriggio (17.30)                    | 123               | 29/04/2020 | Diletta Leotta                             |
| Pomeriggio (17.30)                    | 124               | 30/04/2020 | Eros Ramazzotti                            |
| Pomeriggio (17.30)                    | 125               | 01/05/2020 | 10 star con baby fidanzati                 |
| Pomeriggio (17.30)                    | 126               | 04/05/2020 | 10 eredità vip contese                     |
| Pomeriggio (17.30)                    | 127               | 05/05/2020 | Raoul Bova                                 |
| Pomeriggio (17.30)                    | 128               | 06/05/2020 | 10 ragazze di Non è la Rai                 |
| Pomeriggio (17.30)                    | 129               | 07/05/2020 | Carmen Russo                               |
| Pomeriggio (17.30)                    | 130               | 08/05/2020 | 10 amori tormentati Vip                    |
| Pomeriggio (17.30)                    | 131               | 11/05/2020 | Matrimoni lampo                            |
| Pomeriggio (17.30)                    | 132               | 12/05/2020 | Fabrizio Frizzi                            |
| Pomeriggio (17.30)                    | 133               | 13/05/2020 | 10 baby star made in Italy                 |
| Pomeriggio (17.30)                    | 134               | 14/05/2020 | Mina                                       |

### Edizione 5 (condotta da Rosanna Cancellieri)
In onda dal lunedì al venerdì alle 17:30 su TV8. Dal 21 dicembre 2020 al 31 dicembre 2020 sono in onda le repliche dell'edizione 6 di vite da copertina, dal lunedì al giovedì alle 13:40. Dall'11 gennaio al 15 marzo, il programma è in onda dal martedì al venerdì, in quanto ogni lunedì è in onda lo spin-off "Crimini da copertina". Da lunedì 17 maggio, dopo l'ultima puntata, sono in onda quotidianamente le repliche per 5 giorni, fino al venerdì seguente.
| N° puntata | Data       | Argomento puntata                                                        | Ospiti                                                               | Telespettatori | Share | Fonte         |
| ---------- | ---------- | ------------------------------------------------------------------------ | -------------------------------------------------------------------- | -------------- | ----- | ------------- |
| 1          | 31/08/2020 | Vip benefattori del Covid                                                |                                                                      | 189.000        | 1.8%  | [ 7 ]         |
| 2          | 01/09/2020 | Che fine hanno fatto le Letterine                                        | Roberto Alessi Massimo Scaglioni                                     | 181.000        | 2.1%  | [ 8 ]         |
| 3          | 02/09/2020 | Barbara Bouchet e Alessandro Borghese                                    | Barbara Bouchet                                                      | 119.000        | 1.3%  | [ 9 ]         |
| 4          | 03/09/2020 | Al Bano e Romina Power                                                   | Giovanni Ciacci Flaminia Bolzan                                      | 186.000        | 2.1%  | [ 10 ]        |
| 5          | 04/09/2020 | 10 assicurazioni Vip più folli                                           |                                                                      | 159.000        | 1.8%  | [ 11 ] [ 12 ] |
| 6          | 07/09/2020 | Le star di una stagione                                                  |                                                                      | 146.000        | 1.5%  | [ 13 ]        |
| 7          | 08/09/2020 | Ambra Angiolini                                                          | Massimo Scaglioni                                                    | 157.000        | 1.7%  | [ 14 ]        |
| 8          | 09/09/2020 | Lino Banfi e Rosanna Banfi                                               | Rosanna Banfi Lino Banfi (videomessaggio)                            | 165.000        | 1.8%  | [ 15 ]        |
| 9          | 10/09/2020 | Mara Venier e Simona Ventura                                             | Roberto Alessi                                                       | 156.000        | 1.7%  | [ 16 ] [ 17 ] |
| 10         | 11/09/2020 | 10 ragazze di Pieraccioni                                                | Tosca D'Aquino (videomessaggio)                                      | 143.000        | 1.6%  | [ 18 ]        |
| 11         | 14/09/2020 | Tale padre tale figlio                                                   |                                                                      | 134.000        | 1.4%  | [ 19 ]        |
| 12         | 15/09/2020 | Moana Pozzi                                                              | Massimo Scaglioni Flaminia Bolzan Giovanni Ciacci                    | 177.000        | 1.9%  | [ 20 ] [ 21 ] |
| 13         | 16/09/2020 | Alba Parietti, Franco Oppini e Francesco Oppini                          | Francesco Oppini                                                     | 108.000        | 1.1%  | [ 22 ]        |
| 14         | 17/09/2020 | Monica Bellucci e Carla Bruni                                            | Ildo Damiano                                                         | 143.000        | 1.5%  | [ 23 ]        |
| 15         | 18/09/2020 | 10 amori nascosti                                                        |                                                                      | 136.000        | 1.4%  | [ 24 ]        |
| 16         | 21/09/2020 | 10 tradimenti estivi 2020                                                |                                                                      | 185.000        | 1.6%  | [ 25 ]        |
| 17         | 22/09/2020 | Roberto Bolle                                                            | Massimo Scaglioni Roberto Alessi                                     | 201.000        | 1.8%  | [ 25 ]        |
| 18         | 23/09/2020 | Anni d'oro Mediaset                                                      | Giorgio Mastrota                                                     | 176.000        | 1.7%  | [ 26 ]        |
| 19         | 24/09/2020 | Lapo Elkann                                                              | Ildo Damiano Flaminia Bolzan                                         |                |       |               |
| 20         | 25/09/2020 | 10 star italiane in prigione                                             |                                                                      | 163.000        | 1.4%  | [ 27 ]        |
| 21         | 28/09/2020 | 10 divi che ci hanno lasciato troppo presto                              |                                                                      | 141.000        | 1.3%  | [ 28 ]        |
| 22         | 29/09/2020 | Le miss Italia di cui abbiamo perso le tracce                            |                                                                      | 163.000        | 1.6%  | [ 29 ] [ 30 ] |
| 23         | 30/09/2020 | Mara Maionchi                                                            | Alberto Salerno                                                      | 167.000        | 1.6%  | [ 31 ]        |
| 24         | 01/10/2020 | Lorella Cuccarini ed Heather Parisi                                      | Ildo Damiano Massimo Scaglioni                                       | 135.000        | 1.2%  | [ 32 ]        |
| 25         | 02/10/2020 | 10 matrimoni Vip durati poco                                             |                                                                      | 161.000        | 1.4%  | [ 33 ] [ 34 ] |
| 26         | 05/10/2020 | 10 cantanti italiani star all'estero                                     |                                                                      | 117.000        | 1.1%  | [ 35 ]        |
| 27         | 06/10/2020 | I Marzotto                                                               | Robereto Alessi Antonio Mancinelli                                   | 152.000        | 1.4%  | [ 36 ]        |
| 28         | 07/10/2020 | Wanna Marchi                                                             | Massimo Scaglioni Monica Peruzzi                                     | 121.000        | 1.1%  | [ 37 ]        |
| 29         | 08/10/2020 | ABBA                                                                     | Paola Iezzi Ildo Damiano                                             | 141.000        | 1.4%  | [ 38 ]        |
| 30         | 09/10/2020 | 10 scatti d'ira Vip                                                      |                                                                      | 192.000        | 1.8%  | [ 39 ]        |
| 31         | 12/10/2020 | Matrimoni rimandati per Covid                                            |                                                                      | 148.000        | 1.2%  | [ 40 ]        |
| 32         | 13/10/2020 | I Versace                                                                | Antonio Mancinelli                                                   | 139.000        | 1.2%  | [ 41 ]        |
| 33         | 14/10/2020 | Pupo                                                                     | Clara Ghinazzi                                                       | 173.000        | 1.5%  | [ 42 ]        |
| 34         | 15/10/2020 | Gina Lollobrigida                                                        | Francesco Castelnuovo Roberto Alessi                                 | 153.000        | 1.2%  | [ 43 ]        |
| 35         | 16/10/2020 | Fratelli vip di successo                                                 |                                                                      | 205.000        | 1.7%  | [ 44 ]        |
| 36         | 19/10/2020 | 10 ragazze di Tinto Brass                                                |                                                                      | 144.000        | 1.2%  | [ 45 ]        |
| 37         | 20/10/2020 | Amanda Lear                                                              | Paola Iezzi Massimo Scaglioni                                        | 156.000        | 1.4%  | [ 46 ]        |
| 38         | 21/10/2020 | Moda e Top model con Piero Pazzi                                         | Piero Pazzi                                                          | 132.000        | 1.1%  | [ 47 ]        |
| 39         | 22/10/2020 | Gerry Scotti e Paolo Bonolis                                             | Massimo Scaglioni                                                    | 191.000        | 1.6%  | [ 48 ]        |
| 40         | 23/10/2020 | 10 peggiori divorzi di Hollywood                                         |                                                                      | 145.000        | 1.1%  | [ 49 ]        |
| 41         | 26/10/2020 | 10 insoliti segreti di bellezza                                          |                                                                      | 182.000        | 1.2%  | [ 50 ]        |
| 42         | 27/10/2020 | Milly Carlucci e Maria De Filippi                                        | Giovanni Ciacci                                                      | 160.000        | 1.2%  | [ 51 ]        |
| 43         | 28/10/2020 | Non è la Rai                                                             | Alessia Merz                                                         | 148.000        | 1%    | [ 52 ]        |
| 44         | 29/10/2020 | I Windsor                                                                | Cristina Penco                                                       | 175.000        | 1.3%  | [ 53 ]        |
| 45         | 30/10/2020 | 10 cattivi ragazzi                                                       |                                                                      | 175.000        | 1.3%  | [ 54 ]        |
| 46         | 02/11/2020 | Ilary Blasi e Alessia Marcuzzi                                           | Giovanni Ciacci Massimo Scaglioni                                    | 171.000        | 1.2%  | [ 55 ] [ 56 ] |
| 47         | 03/11/2020 | I Ricchi e poveri                                                        | Roberto Alessi Giovanni Ciacci                                       | 132.000        | 0.9%  | [ 57 ] [ 58 ] |
| 48         | 04/11/2020 | Valentino Rossi                                                          | Guido Meda                                                           | 149.000        | 1%    | [ 59 ]        |
| 49         | 05/11/2020 | Yoko Ono                                                                 | Antonio Mancinelli Paola Iezzi                                       | 172.000        | 1.2%  | [ 60 ]        |
| 50         | 06/11/2020 | 10 notevoli cambiamenti fisici                                           |                                                                      | 263.000        | 1.8%  | [ 59 ]        |
| 51         | 09/11/2020 | Renato Zero e Loredana Bertè                                             | Giovanni Ciacci Paola Iezzi                                          | 177.000        | 1.2%  | [ 61 ]        |
| 52         | 10/11/2020 | Il caso Gucci                                                            | Antonio Mancinelli                                                   | 171.000        | 1.2%  | [ 62 ]        |
| 53         | 11/11/2020 | Mediaset anni 90                                                         | Emanuela Folliero                                                    | 156.000        | 1%    | [ 63 ]        |
| 54         | 12/11/2020 | Federico Fellini                                                         |                                                                      | 170.000        | 1.2%  | [ 64 ]        |
| 55         | 13/11/2020 | 10 patti col diavolo                                                     |                                                                      | 181.000        | 1.2%  | [ 64 ]        |
| 56         | 16/11/2020 | Raffaella Carrà e Mina                                                   | Massimo Scaglioni Paola Iezzi                                        | 227.000        | 1.4%  | [ 65 ]        |
| 57         | 17/11/2020 | Serena Grandi                                                            |                                                                      | 216.000        | 1.4%  | [ 66 ]        |
| 58         | 18/11/2020 | Belen Rodriguez                                                          | Cristina Isac                                                        | 191.000        | 1.3%  | [ 67 ]        |
| 59         | 19/11/2020 | Il mito di Portobello                                                    | Massimo Scaglioni                                                    | 203.000        | 1.4%  | [ 68 ]        |
| 60         | 20/11/2020 | 10 vip entrati in politica                                               |                                                                      | 197.000        | 1.3%  | [ 69 ]        |
| 61         | 23/11/2020 | Che fine hanno fatto quelli di "Mai dire..."                             |                                                                      | 189.000        | 1.2%  | [ 70 ]        |
| 62         | 24/11/2020 | Whitney Houston                                                          |                                                                      | 185.000        | 1.2%  | [ 71 ]        |
| 63         | 25/11/2020 | Sandra Mondaini e Raimondo Vianello                                      | Giorgia Trasselli                                                    | 126.000        | 0.8%  | [ 72 ]        |
| 64         | 26/11/2020 | Antonella Clerici e Elisa Isoardi                                        | Roberto Alessi Giovanni Ciacci Massimo Scaglioni                     | 177.000        | 1.2%  | [ 73 ]        |
| 65         | 27/11/2020 | Star che si sono lasciate tentare dall'eros                              |                                                                      | 165.000        | 1.1%  | [ 74 ]        |
| 66         | 30/11/2020 | Michelle Obama - Oprah - Beyonce                                         | Ildo Damiano                                                         | 175.000        | 1.2%  | [ 75 ]        |
| 67         | 01/12/2020 | Vittorio, Alessandro e Leo Gassmann                                      |                                                                      | 181.000        | 1.2%  | [ 76 ]        |
| 68         | 02/12/2020 | Massimo Ciavarro ed Eleonora Giorgi                                      | Paolo Ciavarro                                                       | 190.000        | 1.2%  | [ 77 ]        |
| 69         | 03/12/2020 | Chiara Ferragni                                                          | Antonio Mancinelli Massimo Scaglioni                                 | 153.000        | 1%    | [ 78 ]        |
| 70         | 04/12/2020 | Peggiori vizi dei Vip                                                    |                                                                      | 239.000        | 1.6%  | [ 79 ]        |
| 71         | 07/12/2020 | Che fine hanno fatto le nuove conduttrici Rai                            | Giovanni Ciacci Simon & The Stars                                    | 205.000        | 1.3%  | [ 80 ]        |
| 72         | 08/12/2020 | Michael Jackson                                                          | Antonio Mancinelli                                                   | 270.000        | 1.5%  | [ 81 ]        |
| 73         | 09/12/2020 | Le muse dei grandi artisti                                               |                                                                      | 210.000        | 1.4%  | [ 82 ]        |
| 74         | 10/12/2020 | ...e vissero felici e contenti                                           |                                                                      | 232.000        | 1.6%  | [ 83 ]        |
| 75         | 11/12/2020 | Gianni Morandi                                                           | Michele Ferrari                                                      | 215.000        | 1.5%  | [ 84 ]        |
| 76         | 14/11/2020 | Che fine hanno fatto i protagonisti dei cinepanettoni                    | Francesco Castelnuovo                                                | 133.000        | 0.9%  | [ 85 ]        |
| 77         | 15/11/2020 | Dalida                                                                   | Ildo Damiano                                                         | 154.000        | 1.1%  | [ 86 ]        |
| 78         | 16/11/2020 | Tiziano Ferro                                                            | Antonio Mancinelli                                                   | 151.000        | 1.1%  | [ 87 ]        |
| 79         | 17/11/2020 | Vanessa Incontrada                                                       | Giovanni Ciacci Marianna Lo Preiato                                  | 200.000        | 1.5%  | [ 88 ]        |
| 80         | 18/11/2020 | Oroscopo 2021                                                            | Simon & The Stars                                                    | 153.000        | 1.1%  | [ 89 ]        |
| REPLICA    | 21/12/2020 | Massimo Ciavarro ed Eleonora Giorgi                                      | Paolo Ciavarro                                                       | 92.000         | 0.6%  | [ 90 ]        |
| REPLICA    | 22/12/2020 | Peggiori vizi dei vip                                                    |                                                                      | 117.000        | 0.8%  | [ 91 ]        |
| REPLICA    | 23/12/2020 | Che fine hanno fatto le nuove conduttrici Rai                            | Giovanni Ciacci Simon & The Stars                                    | 140.000        | 0.9%  | [ 92 ]        |
| REPLICA    | 24/12/2020 | Le muse dei grandi artisti                                               |                                                                      | 164.000        | 0.9%  | [ 93 ]        |
| REPLICA    | 28/12/2020 | Tiziano Ferro                                                            | Antonio Mancinelli                                                   |                |       |               |
| REPLICA    | 29/12/2020 | ...e vissero felici e contenti                                           |                                                                      | 162.000        | 0.9%  | [ 94 ]        |
| REPLICA    | 30/12/2020 | Vanessa Incontrada                                                       | Giovanni Ciacci Marianna Lo Preiato                                  | 165.000        | 0.9%  | [ 95 ]        |
| REPLICA    | 31/12/2020 | Oroscopo 2021                                                            | Simon & The Stars                                                    | 159.000        | 0.9%  | [ 96 ]        |
| 81         | 04/01/2021 | Leonardo Pieraccioni, Carlo Conti e Giorgio Panariello                   | Francesco Castelnuovo Massimo Scaglioni                              | 237.000        | 1.5%  | [ 97 ]        |
| 82         | 05/01/2021 | I bambini di Harry Potter                                                |                                                                      | 182.000        | 1.1%  | [ 98 ]        |
| 83         | 06/01/2021 | Vip a cui portare il carbone                                             |                                                                      | 343.000        | 1.8%  | [ 99 ]        |
| 84         | 07/01/2021 | Striscia la notizia                                                      | Miriana Trevisan                                                     | 176.000        | 1.1%  | [ 100 ]       |
| 85         | 08/01/2021 | Super famiglie Vip                                                       |                                                                      | 183.000        | 1.2%  | [ 101 ]       |
| 86         | 12/01/2021 | Patty Pravo                                                              | Antonio Mancinelli                                                   | 169.000        | 1.1%  | [ 102 ]       |
| 87         | 13/01/2021 | Case dei vip                                                             | Paola Marella                                                        | 245.000        | 1.6%  | [ 103 ]       |
| 88         | 14/01/2021 | La dinastia Loren                                                        | Roberto Alessi Frabcesci Castelnuovo                                 | 197.000        | 1.3%  | [ 104 ]       |
| 89         | 15/01/2021 | Liti di famigliari Vip                                                   |                                                                      | 208.000        | 1.4%  | [ 105 ]       |
| 90         | 19/01/2021 | La dinastia Trump                                                        | Simona Siri Gerstein                                                 | 217.000        | 1.4%  | [ 106 ]       |
| 91         | 20/01/2021 | Antonello Venditti e Simona Izzo                                         | Francesco Venditti                                                   | 157.000        | 1%    | [ 107 ]       |
| 92         | 21/01/2021 | Le mamme del 2020                                                        | Roberto Alessi                                                       | 184.000        | 1.3%  | [ 108 ]       |
| 93         | 22/01/2021 | Paranormal Vip                                                           |                                                                      | 178.000        | 1.1%  | [ 109 ]       |
| 94         | 26/01/2021 | Barbara D'Urso e Federica Panicucci                                      |                                                                      | 137.000        | 0.9%  | [ 110 ]       |
| 95         | 27/01/2021 | Bell'alternativa                                                         | Marianna Lo Preiato                                                  | 167.000        | 1.1%  | [ 111 ]       |
| 96         | 28/01/2021 | La seconda vita delle star                                               |                                                                      | 213.000        | 1.5%  | [ 112 ]       |
| 97         | 29/01/2021 | Oroscopo febbraio 2021                                                   | Simon & The Stars                                                    | 197.000        | 1.4%  | [ 113 ]       |
| 98         | 02/02/2021 | Ugole animaleshe (parte 1)                                               | Giulia Cavaliere                                                     | 165.000        | 1.2%  | [ 114 ]       |
| 99         | 03/02/2021 | Ballando con le stelle                                                   | Raimondo Todaro                                                      | 161.000        | 1.1%  | [ 115 ]       |
| 100        | 04/02/2021 | Marina Ripa di Meana                                                     | Antonio Mancinelli                                                   | 161.000        | 1.2%  | [ 116 ]       |
| 101        | 05/02/2021 | 10 star con baby fidanzati                                               |                                                                      | 193.000        | 1.4%  | [ 117 ]       |
| 102        | 09/02/2021 | Ugole animalesche (parte 2)                                              |                                                                      | 158.000        | 1.1%  | [ 118 ]       |
| 103        | 10/02/2021 | Ornella Muti e Naike Rivelli                                             | Naike Rivelli                                                        | 121.000        | 0.9%  | [ 119 ]       |
| 104        | 11/02/2021 | Asia Argento                                                             |                                                                      | 116.000        | 0.9%  | [ 120 ]       |
| 105        | 12/02/2021 | Proposte di matrimonio da favola                                         |                                                                      | 131.000        | 0.9%  | [ 121 ]       |
| 106        | 16/02/2021 | Madonna                                                                  | Giulia Cavaliere                                                     | 136.000        | 1%    | [ 122 ]       |
| 107        | 17/02/2021 | I Reality Show                                                           | Stefano Bettarini                                                    | 146.000        | 1.1%  | [ 123 ]       |
| 108        | 18/02/2021 | Le nuove conduttrici Mediaset                                            | Massimo Scaglioni                                                    | 146.000        | 1.1%  | [ 124 ]       |
| 109        | 19/02/2021 | Famolo strano Vip                                                        |                                                                      | 131.000        | 1%    | [ 125 ]       |
| 110        | 23/02/2021 | Abbagli sanremesi                                                        | Giovanni Ciacci Giulia Cavaliere                                     | 151.000        | 1.2%  | [ 126 ]       |
| 111        | 24/02/2021 | 10 momenti choc a Sanremo                                                |                                                                      | 152.000        | 1.2%  | [ 127 ]       |
| 112        | 25/02/2021 | Amadeus e Fiorello                                                       | Massimo Scaglioni                                                    | 135.000        | 1.1%  | [ 128 ]       |
| 113        | 26/02/2021 | Oroscopo speciale Sanremo (marzo 2021)                                   | Simon & The stars                                                    | 105.000        | 0.9%  | [ 129 ]       |
| 114        | 02/03/2021 | Le ragazze della commedia sexy                                           |                                                                      | 163.000        | 1.3%  | [ 130 ]       |
| 115        | 03/03/2021 | Mina                                                                     | Luca Cerchiari Giulia Cavaliere                                      | 152.000        | 1.22% | [ 131 ]       |
| 116        | 04/03/2021 | Vip e calunnie                                                           | Roberto Alessi Antonio Mancinelli                                    | 118.000        | 0.9%  | [ 132 ]       |
| 117        | 05/03/2021 | Liti da reality                                                          |                                                                      | 133.000        | 1%    | [ 133 ]       |
| 118        | 09/03/2021 | Vip belli e impossibili del 2021                                         |                                                                      | 125.000        | 0.9%  | [ 134 ]       |
| 119        | 10/03/2021 | Sex and The city                                                         | Massimo Scaglioni                                                    | 121.000        | 0.9%  | [ 135 ]       |
| 120        | 11/03/2021 | Sandra Milo                                                              | Giorgia Würth                                                        | 104.000        | 0.8%  | [ 136 ]       |
| 121        | 12/03/2021 | Eccessi economici dei Vip                                                | Marco Kessir                                                         | 113.000        | 0.9%  | [ 137 ]       |
| 122        | 16/03/2021 | Ilona Staller                                                            | Giorgia Würth                                                        | 142.000        | 1%    | [ 138 ]       |
| 123        | 17/03/2021 | Diete dei vip                                                            | Samantha Biale                                                       | 148.000        | 1.1%  | [ 139 ]       |
| 124        | 18/03/2021 | Le scoperte del Maurizio Costanzo Show                                   | Massimo Scaglioni                                                    | 137.000        | 1%    | [ 140 ]       |
| 125        | 19/03/2021 | Vip lasciati all'altare                                                  |                                                                      | 160.000        | 1.2%  | [ 141 ]       |
| 126        | 22/03/2021 | Le scoperte di Cecchetto                                                 | Giulia Cavaliere                                                     | 132.000        | 1%    | [ 142 ]       |
| 127        | 23/03/2021 | Single incallite                                                         |                                                                      | 142.000        | 1%    | [ 143 ]       |
| 128        | 24/03/2021 | La tv vista da vicino                                                    | Valerio Scanu                                                        | 96.000         | 0.8%  | [ 144 ]       |
| 129        | 25/03/2021 | Guai in famiglia                                                         |                                                                      | 127.000        | 1%    | [ 145 ]       |
| 130        | 26/03/2021 | Fabrizio Frizzi                                                          | Luca De Gennaro Cristina Chiabotto Eleonora Pedron Massimo Scaglioni | 140.000        | 1.1%  | [ 146 ]       |
| 131        | 29/03/2021 | Le star del Bagaglino                                                    | Massimo Scaglioni                                                    | 87.000         | 0.8%  | [ 147 ]       |
| 132        | 30/03/2021 | I reali da scandalo 2021                                                 | Cristina Penco Simona Siri Gerstein                                  | 108.000        | 1%    | [ 148 ]       |
| 133        | 31/03/2021 | Gli animali dei VIP                                                      | Vincenzo Venuto                                                      | 95.000         | 0.9%  | [ 149 ]       |
| 134        | 01/04/2021 | Oroscopo Aprile                                                          | Simon & The stars                                                    | 102.000        | 1%    | [ 150 ]       |
| 135        | 02/04/2021 | Venerdi santi VIP                                                        |                                                                      | 81.000         | 0.8%  | [ 151 ]       |
| 136        | 05/04/2021 | I cantanti di nuova generazione                                          | Giulia Cancellieri                                                   | 113.000        | 0.8%  | [ 152 ]       |
| 137        | 06/04/2021 | Stefano De Martino                                                       | Massimo Scaglioni                                                    | 157.000        | 1.1%  | [ 153 ]       |
| 138        | 07/04/2021 | Quelli della notte                                                       | Silvia AnnicchiaricoRenzo Arbore (collegamento tel.)                 | 110.000        | 0.8%  | [ 154 ]       |
| 139        | 08/04/2021 | Dive inarrestabili                                                       | Ildo Damiano                                                         | 111.000        | 0.9%  | [ 155 ]       |
| 140        | 09/04/2021 |                                                                          |                                                                      | 118.000        | 1%    | [ 156 ]       |
| 141        | 12/04/2021 | Joe Biden e Kamala Harris                                                | Simona Siri Gerstein Ildo Damiano                                    | 269.000        | 2.1%  | [ 157 ]       |
| 142        | 13/04/2021 | Sportivi dati alla tv                                                    | Ildo Damiano                                                         | 91.000         | 0.7%  | [ 158 ]       |
| 143        | 14/04/2021 | Le nuove icone di stile                                                  | Susanna Ausoni                                                       | 99.000         | 0.8%  | [ 159 ]       |
| 144        | 15/04/2021 | I Bosè (Miguel Bosè, Lucia Bosè, Luis Miguel Dominguin, Paola Dominguin) |                                                                      | 123.000        | 1%    | [ 160 ]       |
| 145        | 16/04/2021 | Amori all'italiana VIP                                                   |                                                                      | 150.000        | 1.2%  | [ 161 ]       |
| 146        | 19/04/2021 | Giornaliste della tv                                                     | Massimo Scaglioni                                                    | 130.000        | 1%    | [ 162 ]       |
| 147        | 20/04/2021 | Ivana Spagna                                                             | Giulia Cavaliere Valerio Scanu                                       | 107.000        | 0.9%  | [ 163 ]       |
| 148        | 21/04/2021 | Le case dei Vip (parte 2)                                                | Paola Marella                                                        | 110.000        | 0.9%  | [ 164 ]       |
| 149        | 22/04/2021 | Non ho l'età                                                             |                                                                      | 122.000        | 1.1%  | [ 165 ]       |
| 150        | 23/04/2021 | 10 scandali da Oscar                                                     |                                                                      | 111.000        | 1%    | [ 166 ]       |
| 151        | 26/04/2021 | Diletta Leotta, Paola Ferrari, Ilaria D'Amico                            |                                                                      | 142.000        | 1.2%  | [ 167 ]       |
| 152        | 27/04/2021 | Dive imbizzarrite                                                        |                                                                      | 100.000        | 0.9%  | [ 168 ]       |
| 153        | 28/04/2021 | Star con Bbay fidanzati                                                  | Drusilla Foer                                                        | 86.000         | 0.8%  | [ 169 ]       |
| 154        | 29/04/2021 | Il commissario Montalbano                                                |                                                                      | 151.000        | 1.1%  | [ 170 ]       |
| 155        | 30/04/2021 | Vip che l'hanno scampata bella                                           |                                                                      |                |       |               |
| 156        | 03/05/2021 | Lory Del Santo                                                           |                                                                      | 125.000        | 1.2%  | [ 171 ]       |
| 157        | 04/05/2021 | Icone sexy della commedia italiana                                       |                                                                      | 111.000        | 1%    | [ 172 ]       |
| 158        | 05/05/2021 | I matrimoni dei vip                                                      | Alessandra Grillo                                                    | 128.000        | 1.2%  | [ 173 ]       |
| 159        | 06/05/2021 | Wags Famose                                                              |                                                                      | 138.000        | 1.3%  | [ 174 ]       |
| 160        | 07/05/2021 | Amici per la pelle Vip                                                   |                                                                      | 105.000        | 1.1%  | [ 175 ]       |
| 161        | 10/05/2021 | Vip perseguitati                                                         |                                                                      | 125.000        | 1.2%  | [ 176 ]       |
| 162        | 11/05/2021 | Vallette anni '90                                                        |                                                                      | 146.000        | 1.2%  | [ 177 ]       |
| 163        | 12/05/2021 | 10 momenti shock di Britney Spears                                       |                                                                      | 107.000        | 1%    | [ 178 ]       |
| 164        | 13/05/2021 | Laura Pausini                                                            |                                                                      | 96.000         | 0.9%  | [ 179 ]       |
| 165        | 14/05/2021 | Oroscopo estate 2021                                                     | Simon & The stars                                                    | 141.000        | 1.1%  | [ 180 ]       |
| REPLICA    | 17/05/2021 | 10 assicurazioni Vip più folli                                           |                                                                      | 113.000        | 1.1%  | [ 181 ]       |
| REPLICA    | 18/05/2021 | Mara Venier e Simona Ventura                                             | Roberto Alessi                                                       | 97.000         | 1%    | [ 182 ]       |
| REPLICA    | 19/05/2021 | Le miss Italia di cui abbiamo perso le tracce                            |                                                                      | 124.000        | 1.1%  | [ 183 ]       |
| REPLICA    | 20/05/2021 | Moana Pozzi                                                              | Massimo Scaglioni Flaminia Bolzan Giovanni Ciacci                    | 104.000        | 1%    | [ 184 ]       |
| REPLICA    | 21/05/2021 | 10 matrimoni Vip durati poco                                             |                                                                      | 99.000         | 1%    | [ 185 ]       |

### Edizione 6 (condotta da Elisabetta Canalis)
In onda dal lunedì al venerdì alle 17:30 su TV8. I mercoledì 10 ed il 17 novembre, il programma non è in onda perché sostituito da X Factor Daily. Lo stesso programma sostituirà il rotocalco condotto da Elisabetta Canalis dalla sua interruzione del 19 novembre e fino al termine del talent show. In seguito, l'orario è occupato da film. Dopo 2 mesi, il programma ritorna in onda, collocato però alle ore 11:40 di mattina. La prima puntata del nuovo ciclo è in onda il 17 gennaio 2022. Dopo poco più di una settimana, il programma cambia nuovamente orario, collocandosi alle 8:00 di mattina. L'ultima puntata è in onda il 18 febbraio, poi, presumibilmente per i bassi ascolti, il programma viene chiuso. 
| Messa in onda       | N° puntata | Data       | Argomento Puntata                                       | Ospiti                                         | Telespettatori       | Share                | Fonte           |
| ------------------- | ---------- | ---------- | ------------------------------------------------------- | ---------------------------------------------- | -------------------- | -------------------- | --------------- |
| Pomeriggio (17.30)  | 1          | 01/09/2021 | Mete estive dei VIP                                     | Santo Pirrotta                                 | 115.000              | 1.4%                 | [ 187 ] [ 188 ] |
| Pomeriggio (17.30)  | 2          | 02/09/2021 | Le hit estive                                           | Paolo Giordano                                 | 125.000              | 1.5%                 | [ 189 ] [ 190 ] |
| Pomeriggio (17.30)  | 3          | 03/09/2021 | Classifica stranezze alimentari VIP                     | Federico Zanandrea Camilla Bendinelli          | 109.000              | 1.3%                 | [ 191 ] [ 192 ] |
| Pomeriggio (17.30)  | 4          | 06/09/2021 | Fedez e Chiara Ferragni                                 | Ildo Damiano                                   | 102.000              | 1.1%                 | [ 193 ] [ 194 ] |
| Pomeriggio (17.30)  | 5          | 07/09/2021 | Nicole Kidman                                           | Santo Pirrotta Marco Villa                     | 102.000              | 1.2%                 | [ 195 ] [ 196 ] |
| Pomeriggio (17.30)  | 6          | 08/09/2021 | Abiti della discordia                                   | Ildo Damiano                                   | 124.000              | 1.4%                 | [ 197 ] [ 198 ] |
| Pomeriggio (17.30)  | 7          | 09/09/2021 | Nuove leve dello schermo                                | Denise Negri                                   | 101.000              | 1.2%                 | [ 199 ] [ 200 ] |
| Pomeriggio (17.30)  | 8          | 10/09/2021 | Classifica animali VIP                                  | Federico Zanandrea Andrea Lo Cicero            | Dati non disponibili | Dati non disponibili | [ 201 ]         |
| Pomeriggio (17.30)  | 9          | 13/09/2021 | Curvy è bello                                           | Maria Elena Viola                              | 129.000              | 1.5%                 | [ 202 ] [ 203 ] |
| Pomeriggio (17.30)  | 10         | 14/09/2021 | Star di Hollywood dalle stelle alle stalle              | Annie Mazzola                                  | 79.000               | 0.9%                 | [ 204 ] [ 205 ] |
| Pomeriggio (17.30)  | 11         | 15/09/2021 | Figli illegittimi di VIP (non è mio figlio, o forse si) | Santo Pirrotta                                 | 148.000              | 1.6%                 | [ 206 ] [ 207 ] |
| Pomeriggio (17.30)  | 12         | 16/09/2021 | Le star lanciate da X-Factor                            | Marta Cagnola                                  | 128.000              | 1.1%                 | [ 208 ] [ 209 ] |
| Pomeriggio (17.30)  | 13         | 17/09/2021 | Gli Hobby più stravaganti delle star                    | Federico Zanandrea Marino Niola Anna Buffa     | 111.000              | 1.2%                 | [ 210 ] [ 211 ] |
| Pomeriggio (17.30)  | 14         | 20/09/2021 | Gli influencer                                          | Giulia Gaudino                                 | 87.000               | 1%                   | [ 212 ] [ 213 ] |
| Pomeriggio (17.30)  | 15         | 21/09/2021 | Sabrina Salerno                                         | Annie Mazzola Sabrina Salerno (videomessaggio) | 97.000               | 1.1%                 | [ 214 ] [ 215 ] |
| Pomeriggio (17.30)  | 16         | 22/09/2021 | Moda Gender Fluid                                       | Ildo Damiano                                   | 82.000               | 0.9%                 | [ 216 ] [ 217 ] |
| Pomeriggio (17.30)  | 17         | 23/08/2021 | I first gentleman                                       | Marta Cagnola                                  | 98.000               | 1.1%                 | [ 218 ] [ 219 ] |
| Pomeriggio (17.30)  | 18         | 24/09/2021 | Personaggi del Mondo di Topolino                        | Annie Mazzola                                  | 88.000               | 1%                   | [ 220 ] [ 221 ] |
| Pomeriggio (17.30)  | 19         | 27/09/2021 | Elodie                                                  | Santo Pirrotta                                 | 131.000              | 1.4%                 | [ 222 ] [ 223 ] |
| Pomeriggio (17.30)  | 20         | 28/09/2021 | Donne rivoluzionarie                                    | Annalia Venezia                                | 85.000               | 0.9%                 | [ 224 ] [ 225 ] |
| Pomeriggio (17.30)  | 21         | 29/09/2021 | Raffaella Carrà                                         | Maria Elena Viola                              | 83.000               | 0.9%                 | [ 226 ] [ 227 ] |
| Pomeriggio (17.30)  | 22         | 30/09/2021 | Le coppie inaspettate del 2021                          | Valentina Ricci                                | 109.000              | 1.2%                 | [ 228 ] [ 229 ] |
| Pomeriggio (17.30)  | 23         | 01/10/2021 | Insoliti segreti di bellezza VIP                        | Annie Mazzola                                  | 94.000               | 1.1%                 | [ 230 ] [ 231 ] |
| Pomeriggio (17.30)  | 24         | 04/10/2021 | I nuovi reali                                           | Lorenzo Farina                                 | 127.000              | 1.1%                 | [ 232 ] [ 233 ] |
| Pomeriggio (17.30)  | 25         | 05/10/2021 | Vip canterini                                           | Valentina Ricci                                | 103.000              | 1%                   | [ 234 ] [ 235 ] |
| Pomeriggio (17.30)  | 26         | 06/10/2021 | Emma Marrone                                            | Santo Pirrotta                                 | 101.000              | 0.9%                 | [ 236 ] [ 237 ] |
| Pomeriggio (17.30)  | 27         | 07/10/2021 | Ritocchini estetici Vip                                 | Marco Bartolucci Annabella Campiotti           | 130.000              | 1.2%                 | [ 238 ] [ 239 ] |
| Pomeriggio (17.30)  | 28         | 08/10/2021 | 10 divorzi vip più costosi                              | Annie Mazzola Alessandro Simeone               | 82.000               | 0.8%                 | [ 240 ] [ 241 ] |
| Pomeriggio (17.30)  | 29         | 11/10/2021 | I Kardashian                                            | Ildo Damiano                                   | 119.000              | 1.1%                 | [ 242 ] [ 243 ] |
| Pomeriggio (17.30)  | 30         | 12/10/2021 | Campioni Hot                                            | Valentina Ricci                                | 106.000              | 1%                   | [ 244 ] [ 245 ] |
| Pomeriggio (17.30)  | 31         | 13/10/2021 | Quando la differenza è molta                            | Santo Pirrotta                                 | 124.000              | 1.2%                 | [ 246 ] [ 247 ] |
| Pomeriggio (17.30)  | 32         | 14/10/2021 | Orietta Berti e Ornella Vanoni                          | Marta Cagnola                                  | 132.000              | 1.3%                 | [ 248 ] [ 249 ] |
| Pomeriggio (17.30)  | 33         | 15/10/2021 | Fobie Vip                                               | Annie Mazzola                                  | 110.000              | 1.1%                 | [ 250 ] [ 251 ] |
| Pomeriggio (17.30)  | 34         | 18/10/2021 | Proposte di matrimonio Vip                              | Santo Pirrotta                                 | 139.000              | 1.4%                 | [ 252 ] [ 253 ] |
| Pomeriggio (17.30)  | 35         | 19/10/2021 | Cani e gatti dei vip                                    | Valentina Ricci                                | 72.000               | 0.7%                 | [ 254 ] [ 255 ] |
| Pomeriggio (17.30)  | 36         | 20/10/2021 | Chef star della tv                                      | Michela Proietti                               | 82.000               | 0.8%                 | [ 256 ] [ 257 ] |
| Pomeriggio (17.30)  | 37         | 21/10/2021 | Attori di fiction                                       | Marta Cagnola                                  | 87.000               | 0.8%                 | [ 258 ] [ 259 ] |
| Pomeriggio (17.30)  | 38         | 22/10/2021 | Richieste vip più bizzarre                              | Annie Mazzola                                  | 106.000              | 1%                   | [ 260 ] [ 261 ] |
| Pomeriggio (17.30)  | 39         | 25/10/2021 | Bellezze non convenzionali                              | Santo Pirrotta                                 | 129.000              | 1.2%                 | [ 262 ] [ 263 ] |
| Pomeriggio (17.30)  | 40         | 26/10/2021 | Diletta Leotta                                          | Valentina Ricci                                | 111.000              | 1.1%                 | [ 264 ] [ 265 ] |
| Pomeriggio (17.30)  | 41         | 27/10/2021 | Imprenditori nati dal web                               | Paolo Armelli                                  | 88.000               | 0.9%                 | [ 266 ] [ 267 ] |
| Pomeriggio (17.30)  | 42         | 28/10/2021 | Le star della danza                                     | Eleonora Abbagnato                             | 160.000              | 1.6%                 | [ 268 ] [ 269 ] |
| Pomeriggio (17.30)  | 43         | 29/10/2021 | 10 anelli di fidanzamento più costosi                   | Annie Mazzola                                  | 159.000              | 1.5%                 | [ 270 ] [ 271 ] |
| Pomeriggio (17.30)  | 44         | 02/11/2021 | Star che non si arrendono                               | Gessica Notaro                                 | 108.000              | 0.9%                 | [ 272 ] [ 273 ] |
| Pomeriggio (17.30)  | 45         | 03/11/2021 | Le ragazze da rehab                                     | Lavinia Farnese                                | 112.000              | 0.9%                 | [ 274 ] [ 275 ] |
| Pomeriggio (17.30)  | 46         | 04/11/2021 | Arisa                                                   | Santo Pirrotta                                 | 103.000              | 0.9%                 | [ 276 ] [ 277 ] |
| Pomeriggio (17.30)  | 47         | 05/11/2021 | Vip americani di origine italiana                       | Annie Mazzola                                  | 128.000              | 1.1%                 | [ 278 ] [ 279 ] |
| Pomeriggio (17.30)  | 48         | 08/11/2021 | Elettra Lamborghini                                     | Valentina Ricci                                | 157.000              | 1.2%                 | [ 280 ] [ 281 ] |
| Pomeriggio (17.30)  | 49         | 09/11/2021 | Cambiamenti di immagine rivoluzionari                   | Maria Elena Viola                              | 137.000              | 1.1%                 | [ 282 ] [ 283 ] |
| Pomeriggio (17.30)  | 50         | 11/11/2021 | I Bennifer (Ben Affleck e Jennifer Lopez)               | Ester Viola                                    | 118.000              | 1%                   | [ 284 ] [ 285 ] |
| Pomeriggio (17.30)  | 51         | 12/11/2021 | Gli eterni fidanzati                                    | Annie Mazzola Simon & The stars                | 105.000              | 0.9%                 | [ 286 ] [ 287 ] |
| Pomeriggio (17.30)  | 52         | 15/11/2021 | I 50 sono i nuovi 30                                    | Marco Bartolucci                               | 123.000              | 0.9%                 | [ 288 ] [ 289 ] |
| Pomeriggio (17.30)  | 53         | 16/11/2021 | Gianni Morandi                                          | Marta Cagnola                                  | Dati non disponibili | Dati non disponibili | [ 290 ]         |
| Pomeriggio (17.30)  | 54         | 18/11/2021 | Star & meteore: ragazze anni '90                        | Valentina Ricci                                | 150.000              | 1.2%                 | [ 291 ] [ 292 ] |
| Pomeriggio (17.30)  | 55         | 19/11/2021 | Vip illuminati                                          | Annie Mazzola                                  | 142.000              | 1.2%                 | [ 293 ] [ 294 ] |
| Mezzogiorno (11.45) | 56         | 17/1/2022  | Pecore nere reali                                       | Lorenzo Farina                                 | 97.000               | 1.1%                 | [ 295 ] [ 296 ] |
| Mezzogiorno (11.45) | 57         | 18/1/2022  | I Cattivi dello sport                                   | Eleonora Cottarelli                            | 83.000               | 1%                   | [ 297 ] [ 298 ] |
| Mezzogiorno (11.45) | 58         | 19/1/2022  | Tiziano Ferro                                           | Marta Cagnola                                  | 54.000               | 0.7%                 | [ 299 ] [ 300 ] |
| Mezzogiorno (11.45) | 59         | 20/1/2022  | Le fidanzatine d'America                                | Santo Pirrotta                                 | 51.000               | 0.6%                 | [ 301 ] [ 302 ] |
| Mezzogiorno (11.45) | 60         | 21/1/2022  | Le star dalla tv al fitness                             | Michela Coppa                                  | 49.000               | 0.5%                 | [ 303 ] [ 304 ] |
| Mezzogiorno (11.45) | 61         | 24/1/2022  | Le first lady                                           | Ester Viola                                    | 39.000               | 0.4%                 | [ 305 ] [ 306 ] |
| Mezzogiorno (11.45) | 62         | 25/1/2022  | Le WAGS                                                 | Michela Persico                                | 55.000               | 0.6%                 | [ 307 ] [ 308 ] |
| Mezzogiorno (11.45) | 63         | 26/1/2022  | Amicizie VIP                                            | Valentina Ricci                                | 48.000               | 0.5%                 | [ 309 ] [ 310 ] |
| Mattina (8.00)      | 64         | 27/1/2022  | C'era una volta la bellezza...                          | Santo Pirrotta                                 | 59.000               | 1%                   | [ 311 ] [ 312 ] |
| Mattina (8.00)      | 65         | 28/1/2022  | Vip con Q.I. altissimi                                  | Annie Mazzola                                  | 45.000               | 0.7%                 | [ 313 ] [ 314 ] |
| Mattina (8.00)      | 66         | 31/1/2022  | Ciak! Si gira la moda                                   | Paola Iezzi                                    | Dati non disponibili | Dati non disponibili | [ 315 ]         |
| Mattina (8.00)      | 67         | 1/2/2022   | Loretta Goggi                                           | Marta Cagnola                                  | Dati non disponibili | Dati non disponibili | [ 316 ]         |
| Mattina (8.00)      | 68         | 2/2/2022   | Piccole donne crescono                                  | Santo Pirrotta                                 | Dati non disponibili | Dati non disponibili | [ 317 ]         |
| Mattina (8.00)      | 69         | 3/2/2022   | Eterne rivali                                           | Ildo Damiano                                   | Dati non disponibili | Dati non disponibili | [ 318 ]         |
| Mattina (8.00)      | 70         | 4/2/2022   | Vip morti misteriosamente                               | Annie Mazzola                                  | Dati non disponibili | Dati non disponibili | [ 319 ]         |
| Mattina (8.00)      | 71         | 7/2/2022   | Lorenzo Jovanotti                                       | Marta Cagnola                                  | Dati non disponibili | Dati non disponibili | [ 320 ]         |
| Mattina (8.00)      | 72         | 8/2/2022   | I tradimenti più celebri dello showbiz                  | Marinella Cozzolino                            | 49.000               | 0.8%                 | [ 321 ] [ 322 ] |
| Mattina (8.00)      | 73         | 9/2/2022   | Mai senza mamma                                         | Santo Pirrotta                                 | Dati non disponibili | Dati non disponibili | [ 323 ]         |
| Mattina (8.00)      | 74         | 10/2/2022  | Gli hotel più strani del mondo                          | Valentina Ricci                                | 24.000               | 0.4%                 | [ 324 ] [ 325 ] |
| Mattina (8.00)      | 75         | 11/2/2022  | Si lo voglio (di nuovo)                                 | Annie Mazzola                                  | Dati non disponibili | Dati non disponibili | [ 326 ]         |
| Mattina (8.00)      | 76         | 14/2/2022  | I film d'amore più amati di sempre                      | Marta Perego                                   | Dati non disponibili | Dati non disponibili | [ 327 ]         |
| Mattina (8.00)      | 77         | 15/2/2022  | Vacanze sulla neve VIP                                  | Santo Pirrotta                                 | Dati non disponibili | Dati non disponibili | [ 328 ]         |
| Mattina (8.00)      | 78         | 16/2/2022  | I Dottori della tv                                      | Chiara Tagliaferri                             | 22.000               | 0.4%                 | [ 329 ] [ 330 ] |
| Mattina (8.00)      | 79         | 17/2/2022  | Le donne del calcio in tv                               | Valentina Ricci                                | 25.000               | 0.4%                 | [ 331 ] [ 332 ] |
| Mattina (8.00)      | 80         | 18/2/2022  | I paperoni dello showbiz                                | Annie Mazzola                                  | Dati non disponibili | Dati non disponibili | [ 333 ]         |